# Фатехгарх
Фатехгарх (енгл. Fatehgarh), индијски град у округу Фарукабад у држави Утар Прадеш.

## Историја
У време британске управе у Индији,  Фатехгарх је био важна војна база британске војске. Током Индијског устанка 1857, 10. пук домородачке пешадије (сепоја) Бенгалске армије стациониран у граду, побунио се против британске власти 4. јуна 1857.

## Демографија
По попису становништва из 2001. године град је имао 14.682 становника. По последњем попису из 2011. град је имао 14.793 становника, од чега 61,8 % мушкараца, 12,8 % неписмених и 48 % запослених.